# Il coraggio del pettirosso
Il coraggio del pettirosso è un romanzo di Maurizio Maggiani del 1995. Nello stesso anno ha vinto il Premio Campiello e il Premio Viareggio.

## Trama
Alessandria d'Egitto, inizio degli anni Settanta. Saverio Pascale, giovane della locale comunità italiana, è bloccato in un letto d'ospedale, dopo che si è sentito male in seguito ad un'immersione subacquea. Il dottor Modrian, il medico armeno che segue Saverio, ipotizza un'embolia cerebrale e per accelerare la sua guarigione gli consiglia di scrivere.
Saverio racconta la sua vita da apolide, figlio di un fornaio anarchico emigrato dall'Italia dopo la Seconda Guerra Mondiale, e scomparso tra le acque del porto di Alessandria dopo una nuotata. Avendo ereditato la panetteria, Saverio non prosegue l'attività paterna ma continua a passare le giornate da "vitellone", tra il caffè Diwan Nabil e la tipografia dei fratelli Battistini.
Per sfuggire alla noia, Saverio fa una gita nel deserto a dorso d'asina e, all'oasi di Siwa, fa la conoscenza con dei profughi del Sinai, in fuga dall'avanzata israeliana della Guerra dei Sei Giorni. Decide poi d'intraprendere un viaggio in Italia, per vedere il paese di Carlomagno in Lunigiana, dove il padre era nato e i cui abitanti sono considerati i discendenti degli ultimi Apuani sfuggiti all'asservimento e al genocidio da parte degli antichi Romani. S'imbarca quindi su un mercantile che fa scalo a Napoli e si trattiene alcuni giorni a Roma per visitare la città e fare acquisti per i suoi amici alessandrini. Qui, avendo appreso che il poeta Ungaretti terrà un incontro pubblico, fa in modo di parteciparvi. Il suo sentimento verso di lui è ambivalente: lo apprezza come artista, ma, condizionato dal suo retroterra culturale anarchico, non gli perdona l'adesione al fascismo. Saverio tuttavia non riesce ad esternargli questi pensieri e gli dice solo che suo padre un giorno l'ha incontrato; poi viene prelevato da due agenti in borghese che, avendo saputo del suo ingresso clandestino in Italia, lo mettono a forza sul primo aereo per Cipro. Nel frattempo riceve però da Ungaretti una busta che contiene un enigmatico foglietto dal quale risulta che un certo Pascal di Carlomagno fu messo al rogo come eretico agli inizi del Seicento. Colpito da questo fatto, che potrebbe riguardare un suo antenato, Saverio si mette a fare ricerche in merito nelle biblioteche egiziane, facendo la conoscenza, nel monastero copto di Abu Makar, del giovane monaco etiope Azena, con cui si lega d'amicizia, e, all'università Al-Azhar del Cairo, di Fatiha, una terrorista palestinese che sogna di essere ostetrica e di cui diviene l'amante.
Saverio inizia a sognare la storia di Pascal, aggiungendo ogni notte un nuovo episodio. Questi, dopo essere stato un soldato di ventura e aver guerreggiato in Fiandra e in Germania, era entrato alle dipendenze del marchese di Bramapane, sotto la cui protezione si erano posti gli abitanti di Carlomagno. Questi infatti, che da secoli godevano di particolari libertà, soprattutto dal punto di vista religioso, temevano che fossero messe in discussione dal clima controriformistico dell'epoca e desideravano una maggior tutela. Pascal è nominato balivo di Carlomagno e sposa una ragazza del posto, Sua, una giovane di notevole intelligenza che rimane affascinata dalle immagini degli almanacchi, stampati in ambiente protestante, che il marito ha portato con sé dalle sue campagne militari. Sua convince Pascal a impiantare una stamperia e si reca con lui a procurarsi i caratteri mobili, ma al ritorno gli sposi fanno la scoperta che uno zelante inquisitore si è installato a Carlomagno, col benestare del marchese, e ha voluto distruggere alcune tradizioni del posto che ha ritenuto eretiche. Anche Pascal è ritenuto tale per via delle pubblicazioni trovate in casa sua ed è condotto fino a Roma per essere processato e infine giustiziato, mentre Sua trova scampo coi suoi famigliari nelle paludi sotto Carlomagno.
La conclusione di questa storia, la cui trascrizione era stata interrotta, è raccontata da Saverio, uscito dall'ospedale, ai suoi amici riuniti, che ne aspettavano con trepidazione la fine. 

## Edizioni
- Maurizio Maggiani, Il coraggio del pettirosso, collana I Narratori, Milano, Feltrinelli, 1995, ISBN 88-07-01485-8.
- Maurizio Maggiani, Il coraggio del pettirosso, Milano, Club degli Editori, 1996.
- Maurizio Maggiani, Il coraggio del pettirosso, collana Universale economica, n. 1422, Milano, Feltrinelli, 1997, ISBN 88-07-81422-6.
- Maurizio Maggiani, Il coraggio del pettirosso, collana I grandi narratori del premio Campiello, n. 10, Milano, Il Sole 24 Ore, 2012.
- Maurizio Maggiani, Il coraggio del pettirosso, collana Universale economica, n. 8504, Milano, Feltrinelli, 2014, ISBN 978-88-07-88504-4.